# Ricardo Julián Martínez
Ricardo Julián Martínez (Asunción, 18 de febrero de 1984) es un Exfutbolista paraguayo. Jugaba de defensa central. 

## Trayectoria
Debutó con Libertad en el 2004 para luego pasar por Deportes Concepción en donde destacó por su seguridad defensiva; para retornar al siguiente año a Libertad.
Fue semifinalista en la Copa Libertadores 2006 con Libertad siendo habitual titular en aquella copa dirigido por Gerardo Martino.
Vuelve a participar en la Copa Libertadores 2007 siendo eliminado junto a Libertad en cuartos de final por Boca Juniors.
Tras sus buenas participaciones en Copa Libertadores 2006-2007 ficha por el Club Atlético Mineiro en el 2008. 
Retorna al Club Libertad en el
2009. 
En el 2010 es presentado con gran expectativa por el Sporting Cristal de Lima. Jugó al lado del portero peruano José Carvallo, Luis Advíncula y Yoshimar Yotún, quienes fueron mundialistas en la Copa Mundial de Fútbol de 2018.
En el 2011 el Club Sol de América adquiere su pase. Fue capitán del Club Danzarin cumpliendo una regular campaña hasta el 2014 donde ficha por el Club Olimpia
En el 2015 fue parte del equipo del Cobreloa de Chile donde dejó una grata impresión en la hinchada loína.
En el 2016 ficha por el Club Defensor Sporting de Uruguay y actualmente se encuentra en filas del Club Trinidense de Paraguay.

## Clubes
| Club                | País      | Año           |
| ------------------- | --------- | ------------- |
| Libertad            | Paraguay  | 2004          |
| Deportes Concepción | Chile     | 2005          |
| Libertad            | Paraguay  | 2006-2008     |
| Atlético Mineiro    | Brasil    | 2008          |
| Libertad            | Paraguay  | 2009          |
| Sol de América      | Paraguay  | 2009          |
| Sporting Cristal    | Perú      | 2010          |
| Sol de América      | Paraguay  | 2011-2013     |
| Olimpia             | Paraguay  | 2014          |
| 3 de Febrero        | Paraguay  | 2014          |
| Cobreloa            | Chile     | 2015          |
| Nacional            | Paraguay  | 2015          |
| Defensor Sporting   | Uruguay   | 2016          |
| San Lorenzo         | Paraguay  | 2016          |
| Sportivo Trinidense | Paraguay  | 2017          |
| Boca Unidos         | Argentina | 2017-presente |

## Palmarés

### Campeonatos nacionales
| Título           | Equipo   | País     | Año  |
| ---------------- | -------- | -------- | ---- |
| Primera División | Libertad | Paraguay | 2006 |
| Primera División | Libertad | Paraguay | 2007 |